# Grand Prix Monaka 1971
Grand Prix Monaka 1971 (oficiálně XXIX Grand Prix de Monaco) se jela na okruhu Circuit de Monaco v Monte Carlu v Monaku dne 23. května 1971. Závod byl třetím v pořadí v sezóně 1971 šampionátu Formule 1.

## Kvalifikace
| Poř. | No. | Jezdec               | Konstruktér      | Čas    | Ztráta  |
| ---- | --- | -------------------- | ---------------- | ------ | ------- |
| 1    | 11  | Jackie Stewart       | Tyrrell-Ford     | 1:23.2 | —       |
| 2    | 4   | Jacky Ickx           | Ferrari          | 1:24.4 | +1.2    |
| 3    | 14  | Jo Siffert           | BRM              | 1:24.8 | +1.6    |
| 4    | 20  | Chris Amon           | Matra            | 1:24.8 | +1.6    |
| 5    | 15  | Pedro Rodríguez      | BRM              | 1:25.1 | +1.9    |
| 6    | 9   | Denny Hulme          | McLaren-Ford     | 1:25.3 | +2.1    |
| 7    | 21  | Jean-Pierre Beltoise | Matra            | 1:25.6 | +2.4    |
| 8    | 17  | Ronnie Peterson      | March-Ford       | 1:25.8 | +2.6    |
| 9    | 7   | Graham Hill          | Brabham-Ford     | 1:26.0 | +2.8    |
| 10   | 22  | John Surtees         | Surtees-Ford     | 1:26.0 | +2.8    |
| 11   | 5   | Clay Regazzoni       | Ferrari          | 1:26.1 | +2.9    |
| 12   | 2   | Reine Wisell         | Lotus-Ford       | 1:26.7 | +3.5    |
| 13   | 27  | Henri Pescarolo      | March-Ford       | 1:26.7 | +3.5    |
| 14   | 10  | Peter Gethin         | McLaren-Ford     | 1:26.9 | +3.7    |
| 15   | 12  | François Cevert      | Tyrrell-Ford     | 1:27.2 | +4.0    |
| 16   | 24  | Rolf Stommelen       | Surtees-Ford     | 1:27.2 | +4.0    |
| 17   | 1   | Emerson Fittipaldi   | Lotus-Ford       | 1:27.7 | +4.5    |
| 18   | 8   | Tim Schenken         | Brabham-Ford     | 1:28.3 | +5.1    |
| DNQ  | 16  | Howden Ganley        | BRM              | 1:28.8 | +5.6    |
| DNQ  | 6   | Mario Andretti       | Ferrari          | 1:29.1 | +5.9    |
| DNQ  | 19  | Nanni Galli*         | March-Alfa Romeo | 1:34.6 | +11.4   |
| DNQ  | 18  | Alex Soler-Roig      | March-Ford       | 1:44.4 | +21.2   |
| DNQ  | 28  | Skip Barber          | March-Ford       | 2:48.6 | +1:25.4 |

## Závod
| Poř.   | No. | Jezdec               | Konstruktér      | Počet kol | Čas/Odstoupení  | Pořadí na startu | Body |
| ------ | --- | -------------------- | ---------------- | --------- | --------------- | ---------------- | ---- |
| 1      | 11  | Jackie Stewart       | Tyrrell-Ford     | 80        | 1:52:21.3       | 1                | 9    |
| 2      | 17  | Ronnie Peterson      | March-Ford       | 80        | + 25.6          | 6                | 6    |
| 3      | 4   | Jacky Ickx           | Ferrari          | 80        | + 53.3          | 2                | 4    |
| 4      | 9   | Denny Hulme          | McLaren-Ford     | 80        | + 1:06.7        | 8                | 3    |
| 5      | 1   | Emerson Fittipaldi   | Lotus-Ford       | 79        | + 1 kolo        | 17               | 2    |
| 6      | 24  | Rolf Stommelen       | Surtees-Ford     | 79        | + 1 kolo        | 16               | 1    |
| 7      | 22  | John Surtees         | Surtees-Ford     | 79        | + 1 kolo        | 10               |      |
| 8      | 27  | Henri Pescarolo      | March-Ford       | 77        | + 3 kola        | 13               |      |
| 9      | 15  | Pedro Rodríguez      | BRM              | 76        | + 4 kola        | 5                |      |
| 10     | 8   | Tim Schenken         | Brabham-Ford     | 76        | + 4 kola        | 18               |      |
| Ret    | 14  | Jo Siffert           | BRM              | 58        | Olejové potrubí | 3                |      |
| Ret    | 21  | Jean-Pierre Beltoise | Matra            | 47        | Diferenciál     | 7                |      |
| Ret    | 20  | Chris Amon           | Matra            | 45        | Diferenciál     | 4                |      |
| Ret    | 5   | Clay Regazzoni       | Ferrari          | 24        | Nehoda          | 11               |      |
| Ret    | 10  | Peter Gethin         | McLaren-Ford     | 22        | Nehoda          | 14               |      |
| Ret    | 2   | Reine Wisell         | Lotus-Ford       | 21        | Ložisko         | 12               |      |
| Ret    | 12  | François Cevert      | Tyrrell-Ford     | 5         | Nehoda          | 15               |      |
| Ret    | 7   | Graham Hill          | Brabham-Ford     | 1         | Nehoda          | 9                |      |
| DNQ    | 16  | Howden Ganley        | BRM              |           |                 |                  |      |
| DNQ    | 6   | Mario Andretti       | Ferrari          |           |                 |                  |      |
| DNQ    | 19  | Nanni Galli*         | March-Alfa Romeo |           |                 |                  |      |
| DNQ    | 18  | Alex Soler-Roig      | March-Ford       |           |                 |                  |      |
| DNQ    | 28  | Skip Barber          | March-Ford       |           |                 |                  |      |
| Zdroj: |     |                      |                  |           |                 |                  |      |

## Průběžné pořadí po závodě
Pohár jezdců
|        | Pořadí | Jezdec          | Body |
| ------ | ------ | --------------- | ---- |
|        | 1      | Jackie Stewart  | 24   |
| 1      | 2      | Jacky Ickx      | 10   |
| 1      | 3      | Mario Andretti  | 9    |
| 11     | 4      | Ronnie Peterson | 6    |
| 1      | 5      | Chris Amon      | 6    |
| Zdroj: |        |                 |      |

Pohár konstruktérů
|        | Pořadí | Konstruktér  | Body |
| ------ | ------ | ------------ | ---- |
| 1      | 1      | Tyrrell-Ford | 24   |
| 1      | 2      | Ferrari      | 19   |
| 6      | 3      | March-Ford   | 6    |
| 1      | 4      | Matra        | 6    |
| 1      | 5      | McLaren-Ford | 6    |
| Zdroj: |        |              |      |